# Hammam Lif (délégation)
Hammam Lif est une délégation tunisienne dépendant du gouvernorat de Ben Arous.
En 2004, elle compte 38 401 habitants dont 19 089 hommes et 19 312 femmes répartis dans 9 898 ménages et 11 549 logements.